# بيتر لامبتي
بيتر لامبتي (بالإنجليزية: Peter Lamptey)‏ هو لاعب كرة قدم غاني في مركز الهجوم، ولد في 6 أبريل 1946 في غانا. شارك مع منتخب غانا لكرة القدم. أما مع النوادي، فقد لعب مع هارتس أوف أوك.

## وصلات خارجية
- بيتر لامبتي على موقع الاتحاد الدولي (مؤرشف)  (الإنجليزية)
- بيتر لامبتي على موقع أوليمبيديا (الإنجليزية)